# Cechenena olivascens
Cechenena olivascens är en fjärilsart som beskrevs av Clayton Dissinger Mell 1922. Cechenena olivascens ingår i släktet Cechenena och familjen svärmare. Inga underarter finns listade i Catalogue of Life.